# Tina Periša
Tina Periša je hrvatska košarkašica, članica hrvatske košarkaške reprezentacije.

## Karijera
Sudjelovala je na završnom turniru europskog prvenstva 2007. godine.
Osvojila je broncu na Mediteranskim igrama 2009. godine.